# Caña dulce (canción)
Caña dulce, a veces conocida también como Caña dulce pa'moler, es una canción típica de Costa Rica, escrita en 1926. Sus autores son José Joaquín Salas Pérez (letra) y José Daniel Zúñiga Zeledón (música). Está considerada una de las canciones patrias de la música folclórica costarricense, y representante del ritmo conocido como "danza criolla", propio de San Ramón, Alajuela,Costa Rica. Su letra es remembranza de la Costa Rica bucólica y la felicidad de la vida sencilla y campesina.

## Música
La música de Caña dulce es obra del poeta y músico josefino, José Daniel Zúñiga Zeledón. Se le considera una "danza criolla", una versión costarricense de la habanera y la danza andaluza.

## Letra
La letra de Caña dulce es obra del escritor, poeta y educador ramonense, José Joaquín Salas Pérez. Retrata con elocuencia la vida sin complicaciones de los campesinos de la época en que fue escrita. Denota la felicidad del "tico", como se le llama al costarricense, y su propósito de ser feliz con lo básico: trabajo, techo y familia. El poema utiliza muchas palabras y frases coloquiales del hablar campesino de Costa Rica.